# Klobuk (Ljubuški)
Pour les articles homonymes, voir Klobuk.
Klobuk (en cyrillique : Клобук) est un village de Bosnie-Herzégovine. Il est situé dans la municipalité de Ljubuški, dans le canton de l'Herzégovine de l'Ouest et dans la fédération de Bosnie-et-Herzégovine. Selon les premiers résultats du recensement bosnien de 2013, il compte 1 434 habitants.

## Géographie

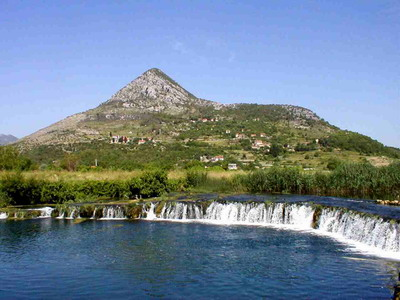
Pic sur le territoire du village

Le village est situé au bord de la rivière Tihaljina.

## Démographie

### Évolution historique de la population
| 1948  | 1953  | 1961  | 1971  | 1981  | 1991  | 2013  |
| ----- | ----- | ----- | ----- | ----- | ----- | ----- |
| 1 938 | 1 994 | 2 024 | 1 982 | 1 755 | 1 579 | 1 434 |

|  |

## Personnalités
- Zlata Artuković
- Andrija Artuković
- Zvonimir Remeta
- Petar Barbarić
- Ivan Musić